# Ab irato
Ab irato es una locución latina se aplica a todo aquello que se dice o se hace en un arrebato de cólera. 
En la antigua jurisprudencia podía ejercitarse acción de nulidad contra toda donación o testamento que se hubiesen hecho ab-irato y sobre esto se fundaba principalmente la querella de inoficioso testamento, recurso establecido en favor del hijo que había sido olvidado o preferido en el testamento paterno. Se suponía con arreglo a los principios de aquella jurisprudencia, que el padre que desheredaba a su hijo no estaba en uso cabal de su razón y que su disposición no debía ser respetada, como hecha ab-irato. 
Este mismo es el origen de la acción reconocida en derecho español por la ley 1.ª título 8.° de la partida 6.ª.